# Irena Koprowska
Irena Koprowska, z domu Grasberg (ur. 12 maja 1917 r. w Warszawie, zm. 16 sierpnia 2012 w Filadelfii) – polska lekarka, cytolog. Żona prof. Hilarego Koprowskiego, wirusologa i immunologa, odkrywcy pierwszej w świecie (1950), skutecznej szczepionki przeciwko wirusowi polio, wywołującemu chorobę Heinego-Medina, siostra Eugeniusza Grasberga, ekonomisty.

## Życiorys
Córka Henryka i Bronisławy z domu Cwi.
Od 1939 roku poza Polską, od 1944 r. w USA. Emerytowany profesor patologii, dyrektor wydziału cytologii Uniwersytetu Temple, Centrum Naukowego Zdrowia w Filadelfii. Konsultant WHO w dziedzinie cytodiagnostyki. Członek i konsultant Panamerican Health Organisation. Opublikowała 130 prac naukowych.
W 1985 r. otrzymała od American Society of Cytology nagrodę im. Papanicolaou.

## Twórczość
- O moim życiu i medycynie. Wspomnienia, Wydawnictwo Poznańskie 1998, 341 stron, miękka okładka.
- Une femme à travers la vie et la science (tytuł oryginalny: Irena Koprowska, A Woman Wanders through Life and Science, State University of New York, 1997), la traduction d'Inez Lacroix avec la coopération de Christiana Fried, Wydawnictwo Poznańskie, Poznań 2000, pierwsze wydanie francuskie, red. Elżbieta Piechorowska, A5, 355 stron, miękka okładka, ISBN 83-7177-177-0